# Czaturanga
Czaturanga – dawna indyjska odmiana szachów, powszechnie uznawana za wspólnego przodka m.in. xiangqi (szachów chińskich), shōgi (szachów japońskich), janggi i makruka.

## Historia

### Etymologia
Sanskrycki termin Czaturanga znaczy „czterostronny” (podzielony na cztery części). Był także używany do opisu indyjskiej armii w czasach wedyjskich, w której pluton żołnierzy miał cztery części:
- jeden słoń,
- jeden rydwan,
- trzech żołnierzy na koniach,
- pięciu żołnierzy piechoty.

### Ewolucja
Najwcześniejsze wzmianki o tej grze znajdują się w Mahabharacie, napisanej około 500 p.n.e. Natomiast w znaną wersję czaturangi prawdopodobnie grano już w VI wieku, świadectwa dokumentalne istnieją od 620 r. n.e. Bezpośrednio z czaturangi wywodzi się perski czatrang, który z kolei wyewoluował w arabski szatrandż, który w średniowieczu zawędrował do Europy, stając się pierwowzorem współczesnych szachów.

## Zasady gry
- Wiadomo,  iż ruchy figur były bardzo podobne do ruchów figur w czatrangu (stopień ewolucji szachów w Persji), aczkolwiek na tym stadium grały już dwie osoby.
- Był to pierwszy i ostatni stopień ewolucji szachów w którym używano kostki, która miała za zadanie wylosować figurę którą ma się poruszyć gracz.
- Zasady w pewnym stopniu przypominały zasady obecnych szachów czteroosobowych.
- Celem gry było prawdopodobnie  zostanie ostatnim graczem z niezbitym królem.